# Episodi di South Park (ventisettesima stagione)
La ventisettesima stagione della serie animata South Park, composta da 10 episodi, viene trasmessa negli Stati Uniti, da Comedy Central, dal 23 luglio 2025.
In Italia viene trasmessa in lingua originale con i sottotitoli dal 25 luglio 2025 su Comedy Central. È stato annunciato che il doppiaggio italiano uscirà ad autunno ma non è specificata la data precisa.
| nº | Codice di produzione | Titolo originale     | Titolo italiano            | Prima TV USA   | Prima TV Italia |
| -- | -------------------- | -------------------- | -------------------------- | -------------- | --------------- |
| 1  | 2701                 | Sermon on the 'Mount | Il discorso della montagna | 23 luglio 2025 | 25 luglio 2025  |
| 2  | 2702                 | Got a Nut            | Chi si accontenta gode     | 6 agosto 2025  | 8 agosto 2025   |